# Thilo Graf Rothkirch
Thilo Curt Friedrich Dorotheus Graf von Rothkirch, Freiherr von Trach (* 23. Oktober 1948 in Brakel; † 9. Juni 2014 in Berlin) war ein deutscher Filmproduzent, Drehbuchautor und Filmregisseur. Rothkirch war Gründer und Geschäftsführer der Berliner Kinderfilm-Filmproduktionsgesellschaft Rothkirch Cartoon-Film.

## Leben
Thilo Graf Rothkirch entstammt dem ursprünglich schlesischen Adelsgeschlecht Rothkirch. Er wurde als Sohn von Karl-Christoph Graf von Rothkirch, Freiherr von Trach und Malve Gräfin von Rothkirch, Freifrau von Trach, geb. Freiin von Medem 1948 in Brakel geboren. 
Er studierte Grafikdesign an der Kunsthochschule Kassel. Mit seinem Kommilitonen Willi Geike betrieb er dort ein Studentenkino.
Danach arbeitete ab 1974 als freier Grafikdesigner und Zeichner. Nach einigen Jahren in London, wo er sein Handwerk beim Animator Bob Godfrey erlernte, kehrte Rothkirch nach Deutschland zurück und arbeitete zunächst als Gebrauchsgrafiker beim deutschen Trickstudio Fischerkoesen in Bad Godesberg. Dort fertigte er zunächst Auftragsarbeiten für die Bundeswehr, das Bundespresseamt und Kuwait an. Von 1975 bis 1978 lehrte Rothkirch in Kassel und an der Fachhochschule für Design in Dortmund.
1976 gründete er in Berlin-Kreuzberg die Rothkirch Cartoon-Film. Ab 1980 produzierte er vor allem für den WDR und andere Landesrundfunkanstalten Sendungen wie den Löwenwärter Tobias Totz oder die Fernsehserien Otto, der Straßenhund, Lisa und Paul, Lena und Paul oder Feodor. Die Geschichten des kleinen Eisbären wurden unter anderem in der Sendung mit der Maus ausgestrahlt.
Später produzierte Rothkirch auch Kinofilme wie Der kleine Eisbär, Lauras Stern oder Kleiner Dodo.
Gemeinsam mit seinem Bruder Leonhard Graf Rothkirch-Trach gründete er die Umweltschutzorganisation Save Our Nature, als deren Vorstand er fungierte.
Rothkirch verstarb im Juni 2014 nach längerer Krankheit in Berlin. Er hinterließ zwei Töchter aus seiner ersten Ehe mit Maya Gräfin Rothkirch.

## Filmografie (Auswahl)
- 1992–1995: Der kleine Eisbär (Fernsehserie, 26 Episoden)
- 1994–1996: Tobias Totz und sein Löwe (Fernsehserie, 26 Episoden)
- 1999: Tobias Totz und sein Löwe
- 2001: Der kleine Eisbär
- 2002: Der kleine Eisbär – Neue Abenteuer, neue Freunde (Fernsehserie, 13 Episoden)
- 2002–2011: Lauras Stern (Fernsehserie, 52 Episoden)
- 2004: Lauras Stern
- 2005: Der kleine Eisbär 2 – Die geheimnisvolle Insel
- 2006: Oh, wie schön ist Panama (Co-Producer)
- 2006: Lauras Weihnachtsstern
- 2008: Kleiner Dodo
- 2009: Lauras Stern und der geheimnisvolle Drache Nian
- 2011: Lauras Stern und die Traummonster
- 2013: Keinohrhase und Zweiohrküken (Producer)

## Auszeichnungen (Auswahl)
- 2005: Deutscher Filmpreis für Lauras Stern in der Kategorie Bester Kinder- und Jugendfilm (mit Maya Gräfin Rothkirch)
- 2007: Pulcinella Award für Rothkirch Cartoon-Film in der Kategorie Bestes internationale Studio
- 2013: Ehrenschlingel des Internationalen Filmfestivals Schlingel